# Lago Rannoch
El lago Rannoch o loch Rannoch (del gaélico escocés: Loch Raineach) es una gran masa de agua dulce en Perth and Kinross situada en Escocia. 
El lago tiene más de 14 km de largo en sentido este-oeste con una anchura media de alrededor de mil metros. El río Tummel comienza en su extremo oriental. El parque forestal de Tay queda a lo largo de su orilla meridional. El salvaje páramo de Rannoch (Rannoch Moor) se extiende hacia el oeste del lago y solía ser parte del bosque Caledonio que se extendía a lo largo de gran parte de Escocia septentrional. Esto se prueba en parte por la presencia de tocones de pino albar conservados en las zonas cenagosas del páramo y el polen documentado en núcleos de turba.
El lago y las zonas que lo rodean han sufrido una intensa deforestación y plantación de especies foráneas. Estas prácticas han producido secciones de plantaciones de árboles improductivos, alternando con áreas deforestadas - un problema común por gran parte de las Tierras Altas escocesas. Ha habido un interés creciente por la reforestación en Escocia, encabezada por organizaciones como la RSPB, Trees for Life, Reforesting Scotland, la Forestry Commission y el Woodland Trust.
El lago y su entorno, sin embargo, ofrece buenos lugares para pescar y pasear. La pequeña aldea de Kinloch Rannoch queda en el extremo oriental del lago y cerca del extremo occidental puede encontrarse un crannog, una antigua isla artificial.